# Nikolai Baskakov (peintre)
Pour les articles homonymes, voir Nikolai Baskakov et Baskakov.
Nikolai Nikolaevich Baskakov (en russe : Никола́й Никола́евич Баска́ков), né le 8 mai 1918 près d'Astrakhan, Russie soviétique et mort le 14 octobre 1993 à Saint-Pétersbourg en Russie, est un peintre soviétique, plus tard russe, membre de l'Union des artistes de Saint-Pétersbourg (avant 1992 connue sous le nom de branche de Leningrad de l'Union des artistes de la fédération de Russie). Vivant et travaillant à Leningrad, il est considéré comme l'un des principaux représentants de l'école de peinture de Leningrad, célèbre pour sa peinture de genre et sa peinture de portrait. 

## Biographie
Nikolai Nikolaevich Baskakov naît le 8 mai 1918 dans un village à sept kilomètres d'Astrakhan sur la Volga. Son père, Nikolai Evlampievich Baskakov est charpentier, sa mère Evdokiya Vasilievna est une femme au foyer élevant ses enfants - neuf fils et deux filles. 
En 1933-1939 il étudie à l'école d'art d'Astrakhan sous la direction du célèbre professeur d'art russe Pavel Vlasov. En 1939, il est enrôlé dans l'Armée rouge, après avoir servi en Extrême-Orient. Là, en 1943, il participe à une exposition d'art, son œuvre Khabarovsk, année 1942 fait partie des trente-huit œuvres d'artistes de Khabarovsk qui sont présentées lors de l'exposition à Moscou. 
En 1945, Nikolai Baskakov se rend à Leningrad et entre au département de peinture de l'Institut de peinture, de sculpture et d'architecture de Leningrad, où il étudie auprès de Leonid Ovsannikov, de Boris Fogel, de Genrikh Pavlovsky et d'Alexander Zaytsev.
En 1951, Nikolai Baskakov est diplômé de l'Institut des Arts Ilya Repin sous la supervision de l'atelier de Boris Ioganson, avec Alexei Eriomin (en), Mikhail Kaneev (en), Maya Kopitseva (en), Anatoli Levitin (en), Avenir Parkhomenko, Arseny Semionov, Mikhail Trufanov (en), Boris Ugarov (en), et d'autres jeunes artistes de l'époque. Son travail de fin d'études est la peinture historique Lénine et Staline à Smolny.
À partir de 1951, Baskakov est un exposant permanent des expositions d'art de Leningrad, où il présente son travail parmi d'autres œuvres des principaux peintres des beaux-arts de Leningrad. Il peint des tableaux historiques et des œuvres représentant la guerre, des scènes de genre, des portraits, des paysages et des croquis de la vie quotidienne. Baskakov travaille dans la technique de la peinture à l'huile. La même année, avec les artistes Grigory Chepets et Mikhail Trufanov (en), il exécute sa première grande commande - le tableau Remise de l'Ordre de Lénine à l'usine Kirov, pour lequel il est admis comme membre de l'Union des artistes soviétiques de Leningrad.
Dans les années 1950-1960, Baskakov crée également les tableaux On a floating fish factory (1954), A Winter (1955), Masha (1956), A Letter (1957), On the River (1958), "Grandma and granddaughter", "A Teacher", "Summer" (all 1960), Pig farm workers, Chiefs on the farm (les deux en 1961), Plasterers (1964), et d'autres encore. Parmi celles-ci, il convient de noter les peintures qui remontent aux événements dramatiques du temps de guerre. Baskakov crée des images remplies de drames domestiques, parmi lesquels les peintures Music (1957), During the war (1967), On the Russian land (1968), A Victory (1974), et Conversation with son et Day of Victory (les deux en 1980).
En 1956, Baskakov a créé le tableau Lenin in the Gorki, où Lénine est représenté assis sur une chaise un jour d'été dans le jardin. La démarche de l'auteur se retrouve dans le grand tableau de genre Lenin in Kremlin,, (1960). Plus tard, Baskakov créé les tableaux Lenin on vacation (1970) et On New Year's celebration in Gorky (1972).
Baskakov s'est également fait connaître comme portraitiste. Parmi ses œuvres les plus connues créées dans ce genre figurent Guitarist (1949), Portrait of a Mother (1955), Portrait of a tractor driver (1956), Portrait of a Fisherman (1959), The Son of a shepherd (1962), Girl with willows (1967), et une grande série de portraits des ouvriers de l'usine Kirov, réalisés dans les années 1960-1980, dont Schoolgirl, Hunter Grisha Eriomin (les deux en 1971), Grandma with the grandchildren (1972), The guy from Dudinka et Old Nganasanka (les deux en 1973), A worker Fadeev with pupils, Collective Farm keeper Mitrich (les deux en 1975), Portrait of an old Uzbek woman (1977), Sisters (1979), Portrait of a welder (1980), Portrait of Vasily Shukshin et Portrait of the Artist (les deux en 1984), A Group portrait of Kirov factory workers (1985), et A Portrait of the poet Nikolai Rubtsov (1988).
Pour l'art de Nikolai Baskakov, l'appel typique aux thèmes de son grand public et de l'image d'un contemporain, est révélé dans un portrait-image. Il est surtout connu pour ses impressionnants portraits de contemporains peints dans un style réaliste.
L'Occident découvre l'art de Nikolai Baskakov en 1989, lorsque ses portraits et ses peintures de genre sont présentés pour la première fois à Paris lors des ventes aux enchères des artistes de l'école de Leningrad. Par la suite, beaucoup de ses œuvres sont acquises par des collections privées américaines.
En 1991, la maison d'édition de Saint-Pétersbourg "Khudozhnik RSFSR" publie une monographie de V. Kirillov, consacrée à l'œuvre de Nikolaï Baskakov. Nikolaï Baskakov est élu membre à part entière de l'Académie des sciences et des arts de Saint-Pétersbourg. En 1989-1992, ses peintures sont exposées en France lors de ventes aux enchères de peintures russes de l'École de Leningrad et d'autres.
Nikolai Nikolaevich Baskakov meurt le 14 octobre 1993 à Saint-Pétersbourg, à l'âge de 76 ans. Ses peintures résident dans le Musée d'État russe, dans des musées d'art et des collections privées en Russie, au Japon, aux États-Unis, en Allemagne, en Angleterre, en France et dans d'autres pays.

## Sources
- Central State Archive of Literature and Arts. Saint Petersburg. F.78. Inv.8/2. C.208.
- Весенняя выставка произведений ленинградских художников 1954 года. Каталог. Л., Изогиз, 1954. С.8.
- Осенняя выставка произведений ленинградских художников 1956 года. Каталог. Л., Ленинградский художник, 1958. С.6.
- 1917 — 1957. Выставка произведений ленинградских художников. Каталог. Л., Ленинградский художник, 1958. С.9.
- Всесоюзная художественная выставка, посвящённая 40-летию Великой Октябрьской социалистической революции. Каталог. М., Советский художник, 1957. С.11.
- Осенняя выставка произведений ленинградских художников 1958 года. Каталог. Л., Художник РСФСР, 1959. С.7.
- Шведова В. Над чем работают ленинградские художники // Художник. 1959, № 9.
- Выставка произведений ленинградских художников 1960 года. Каталог. Л., Художник РСФСР, 1963. С.7.
- Выставка произведений ленинградских художников 1960 года. Каталог. Л., Художник РСФСР, 1961. С.9.
- Выставка произведений ленинградских художников 1961 года. Каталог. Л., Художник РСФСР, 1964. С.9.
- Осенняя выставка произведений ленинградских художников 1962 года. Каталог. Л., Художник РСФСР, 1962. С.8.
- Ленинград. Зональная выставка 1964 года. Каталог. Л, Художник РСФСР, 1965. C.10.
- Третья республиканская художественная выставка «Советская Россия». Каталог. М., Министерство культуры РСФСР, 1967. С.19.
- Весенняя выставка произведений ленинградских художников 1969 года. Каталог. Л., Художник РСФСР, 1970. C.8.
- Выставка произведений ленинградских художников, посвященная 25-летию победы над фашистской Германией. Каталог. Л., Художник РСФСР, 1972. C.6.
- Художники народов СССР. Биографический словарь. Том первый. — М: Искусство, 1970. — с.298-299.
- Весенняя выставка произведений ленинградских художников 1971 года. Каталог. — Л: Художник РСФСР, 1972. — с.7.
- Наш современник. Каталог выставки произведений ленинградских художников 1971 года. Л., Художник РСФСР, 1972. С.8.
- Наш современник. Вторая выставка произведений ленинградских художников 1972 года. Каталог. Л., Художник РСФСР, 1973. C.5.
- Наш современник. Третья выставка произведений ленинградских художников 1973 года. Каталог. — Л: Художник РСФСР, 1974. — с.7.
- Дмитренко А. Мир современника. // Ленинградская правда, 1975, 12 октября.
- Наш современник. Зональная выставка произведений ленинградских художников 1975 года. Каталог. Л., Художник РСФСР, 1980. C.12.
- Портрет современника. Пятая выставка произведений ленинградских художников. Каталог. Л., Художник РСФСР, 1983. C.6.
- Изобразительное искусство Ленинграда. Каталог выставки. Л., Художник РСФСР, 1976. C.14.
- Выставка произведений ленинградских художников, посвящённая 60-летию Великого Октября. Л., Художник РСФСР, 1982. С.12.
- Осенняя выставка произведений ленинградских художников. 1978 года. Каталог. Л., Художник РСФСР, 1983. С.6.
- Справочник членов Союза художников СССР. Том 1. М., Советский художник, 1979. C.98.
- Зональная выставка произведений ленинградских художников 1980 года. Каталог. Л., Художник РСФСР, 1983. C.10.
- Artists of the USSR. Biography Dictionary. Volume 1. Moscow, Iskusstvo Edition, 1970. P.298–299.
- Vianor A. Kirillov. Nikolai Nikolaevich Baskakov. Leningrad, Khudozhnik RSFSR, 1991.
- Charmes Russes. Auction Catalogue. Paris, Drouot Richelieu, 15 Mai 1991.  P.48-51.
- L' École de Leningrad. Auction Catalogue. Paris, Drouot Richelieu, 21 Decembre 1990. P.74-77.
- L' École de Leningrad. Auction Catalogue.  Paris, Drouot Richelieu, 25 Novembre 1991. P.24-29.
- Peinture Russe. Catalogue. Paris, Drouot Richelieu, 18 Fevrier, 1991. P.7,68-71.
- Peinture Russe. Catalogue. Paris, Drouot Richelieu, 26 Avril, 1991. P.7,47-50.
- Matthew C. Bown. Dictionary of 20th Century Russian and Soviet Painters 1900-1980s. - London: Izomar, 1998.  (ISBN 0-9532061-0-6),  (ISBN 978-0-9532061-0-0).
- Vern G. Swanson. Soviet Impressionism. Woodbridge, England, Antique Collectors' Club, 2001. P.186–188.  (ISBN 1-85149-280-1),  (ISBN 978-1-85149-280-0).
- Sergei V. Ivanov. Unknown Socialist Realism. The Leningrad School. Saint Petersburg, NP-Print Edition, 2007. P.9, 20, 24, 357, 388-401, 403-406, 439.  (ISBN 5-901724-21-6),  (ISBN 978-5-901724-21-7).
- Artists of Peter's Academy of Arts and Sciences. Saint Petersburg, Ladoga Edition, 2008. P.22–23.
- Nikolai Baskakov. Lenin in Kremlin // 80 years of the Saint Petersburg Union of Artists. The Anniversary Exhibition. Saint Petersburg, 2012. P.203.
- Иванов С. Инвестиции в советскую живопись: ленинградская школа // Петербургские искусствоведческие тетради. Вып. 31. СПб, 2014. С.60.
- Иванов С.В. Баскаков Николай Николаевич // Страницы памяти. Справочно-биографический сборник. 1941—1945. Художники Санкт-Петербургского (Ленинградского) Союза художников — ветераны Великой Отечественной войны. СПб., Петрополис, 2014. Кн.1. С.90—92.